# 2023年卡爾鎮爆炸案
2023年卡爾鎮爆炸案，是指2023年7月30日下午4時发生在巴基斯坦西北部开伯尔-普什图省的一起自杀式炸弹袭击事件，造成至少63人死亡、200人受伤，其中23名死者為兒童。成为巴基斯坦近年来最严重的爆炸袭击之一。2023年8月1日，恐怖组织伊斯兰国宣布为此次袭击负责。伊斯蘭政黨「伊斯蘭神學者協會」（JUI-F）的当地领导人穆拉纳·齐亚·乌拉在袭击中被杀，这是对他的第二次暗杀企图。

## 背景
袭击发生地在巴基斯坦与阿富汗边境附近巴焦尔部落地区的卡尔镇，该镇曾一度是巴基斯坦塔利班的据点。

## 袭击
2023年7月30日，巴基斯坦激進伊斯蘭政黨「伊斯蘭神學者協會」（JUI-F）為選舉展開競選造勢活動，政黨成員及支持者共約四五百人，在巴基斯坦西北部鄰近阿富汗邊境的開伯爾-普什圖省卡爾鎮舉行工人大會。到下午約四時，一名政黨領袖在帳篷內發言期間，發生爆炸。因傷者眾多，地區醫院宣布進入緊急狀態。JUI-F曾因支持巴基斯坦政府受到恐怖组织伊斯兰国的指责。巴基斯坦警方认为爆炸是自杀式炸弹造成。巴基斯坦總理夏巴茲·謝里夫譴責這起炸彈攻擊事件，向受害者致哀，並下令徹查找出兇手。
2023年8月1日，伊斯蘭國旗下的阿马克新闻社透過聲明宣稱，一名伊斯蘭國成員在卡爾鎮集會群眾之中引爆自殺炸彈背心。

## 反應
2023年8月1日，中國国家主席习近平就炸弹袭击事件向巴基斯坦总统阿尔维致慰问电。